# بريان هينكلي
بريان هينكلي (بالإنجليزية: Bryan Hinkle)‏ هو لاعب كرة قدم أمريكية أمريكي، ولد في 4 يونيو 1959 في لونغ بيتش في الولايات المتحدة.

## وصلات خارجية
- بريان هينكلي على موقع مرجع كرة القدم المحترفة.كوم (الإنجليزية)